# Malé (Comores)
Pour les articles homonymes, voir Malé.
Malé ou Malé Badjini est la première ville découverte dans l'ile de la Grande Comore. Elle a une population estimée à 3 175 habitants en 2012.
Malé vient du mot « Houlé ». Cette ville est connue par sa richesse et par sa diversité.

## Position géographique
Malé se situe sur la cote Est de la grande Comores entre Foumbouni (capitale du sud/est de Ngazidja) et Ourovéni.
Dans cette ville vous trouverez des nombreux sites historiques à savoir (karo lassera), une mosquée construite par des Djinn (Msihiri wambouzini) clique

## Référence
1. ↑  (en) « Comoros: largest cities and towns and statistics of their population », sur World Gazetteer.com (consulté le 29 janvier 2012)